# Masayuki Onishi
Masayuki Onishi (大西 昌之 Onishi Masayuki?, nacido el 5 de julio de 1977 en Hokkaido) es un exfutbolista japonés. Jugaba de delantero y su último club fue el Albirex Niigata de Japón.

## Trayectoria

### Clubes
| Club                | País  | Año  |
| ------------------- | ----- | ---- |
| Yokohama F. Marinos | Japón | 2000 |
| Albirex Niigata     | Japón | 2001 |